# Bioule
Bioule település Franciaországban, Tarn-et-Garonne megyében. Lakosainak száma 1194 fő (2022. január 1.). Bioule Caussade, Cayrac, Montricoux, Nègrepelisse és Réalville községekkel határos.

## Népesség
A település népességének változása:
| Lakosok száma | 1094 | 1101 | 1139 | 1113 | 1131 | 1148 | 1164 | 1178 | 1194 |
|               | 2013 | 2015 | 2016 | 2017 | 2018 | 2019 | 2020 | 2021 | 2022 |